# Мальтузіанська пастка

Мальтус боявся, що виробництво продуктів харчування може не впоратись зі швидким збільшенням кількості населення

Мальтузіанська пастка (англ. Malthusian trap) — типова періодично повторювана ситуація для доіндустріальних суспільств. У її результаті збільшення кількості населення врешті-решт обганяє зріст виробництва продуктів харчування. Тому в довгостроковій перспективі не відбувається ні збільшення виробництва продуктів харчування на душу населення, ні покращення умов існування переважної більшості населення, а, навпаки, — воно залишається на рівні, який близький до рівня голодного виживання. Більше того, при досягненні критичної густоти, населення, як правило, розріджується катастрофічними депопуляціями — на зразок війн, епідемій або голоду.
Відносний зріст найвищої межі ємкості середовища (в результаті хвилі технологічних інновацій або соціально-демографічного колапсу) в цих умовах веде лише до тимчасового покращення умов життя більшості населення, що, в свою чергу, приводить до різкого пришвидшення темпів демографічного росту. Так як у доіндустріальних суспільствах ці темпи завжди врешті-решт виявлялись значно вищими, ніж темпи технологічно росту (а отже, й темпи росту виробництва продуктів харчування), виробництво продуктів харчування на душу населення досить швидко (за період близько ста років) знижувалось до рівня голодного виживання.
«Мальтузіанською пасткою» це явище названо тому, що воно вперше було помічено і досить чітко описано Т. Р. Мальтусом.
Вихід з мальтузіанської пастки можливий, якщо темпи росту виробництва продуктів харчування або темпів росту ВВП постійно вище темпів росту населення. Стабільний вихід з мальтузіанської пастки може здійснюватися тільки в процесі або результаті модернізації суспільства, яка створює підвищену небезпеку соціальних потрясінь, включно з революціями і громадянськими війнами. Вихід з мальтузіанської пастки для окремої держави може зайняти декілька десятиліть.
Високо урбанізовані індустріальні та пост-індустріальні суспільства мають досить низьку народжуваність, а можливість створювати сільськогосподарську техніку, добрива, складні іригаційні комплекси і т. д., значно підвищує ефективність сільського господарства і збільшує виробництво їжі. Тому до нашого часу більшості людських суспільств вдалось вийти з мальтузіанської пастки (виключення поки складають деякі суспільства третього світу, в першу чергу в Субсахарській Африці.